# 积和式
在线性代数中，积和式（英語：permanent）是一个由方块矩阵{\displaystyle A}计算得到的标量，记作{\displaystyle \operatorname {perm} (A)}。积和式的定义与行列式类似，只是在求和时不添加正负号。当矩阵{\displaystyle A}包含若干变量时，积和式也可以看作是一个关于这些变量的多项式。积和式在计算机科学，特别是计算复杂性理论中有重要的地位，因为理论上的一个重要难题——计算一个二分图（英語：bipartite graph）上完美匹配（英語：perfect matching）的数目——等价于求某个矩阵的积和式。

## 定义
一个{\displaystyle n\times n}矩阵{\displaystyle A=(a_{i,j})}的积和式定义为
{\displaystyle \operatorname {perm} (A)=\sum _{\sigma \in S_{n}}\prod _{i=1}^{n}a_{i,\sigma (i)}.}
其中{\displaystyle S_{n}}为{\displaystyle n}阶对称群 (n次对称群)，即包含所有{\displaystyle n}元排列的集合。在{\displaystyle n=2}的特殊情形下，
{\displaystyle \operatorname {perm} {\begin{pmatrix}a&b\\c&d\end{pmatrix}}=ad+bc.}
从定义不难验证，积和式是多线性多项式，且置换{\displaystyle A}中行（或列）后保持不变。与行列式类似，积和式也可以用拉普拉斯展开式展开。
作为比较，同一个矩阵{\displaystyle A}的行列式定义为
{\displaystyle \det(A)=\sum _{\sigma \in S_{n}}\operatorname {sgn}(\sigma )\prod _{i=1}^{n}a_{i,\sigma (i)}}
其中{\displaystyle \operatorname {sgn}(\sigma )}为符号差。可以看出，两者形式上的区别仅在于某些项前面的符号有所不同。尽管如此，它们在性质上却有诸多不同。比如，置换{\displaystyle A}中两行（或列）后行列式的符号会改变，而正是这一性质使我们得以利用高斯消元法高效求出行列式的值。

## 与组合问题的联系
积和式的定义可以从如下两方面理解，一是用于计算二分图上完美匹配的个数，二是用于计算一个图上的圈覆盖的个数。

### 与二分图完美匹配的关系
二分图上的完美匹配是算法理论和计算复杂性理论中的重要问题。设二分图{\displaystyle G=(L,R,E)}，其中{\displaystyle L=\{1,2,\dots ,n\}}是左边结点的集合，{\displaystyle R=\{1',2',\dots ,n'\}}是右边结点的集合，{\displaystyle E}为边的集合。如果双射{\displaystyle f:L\to R}满足{\displaystyle (1,f(1)),(2,f(2)),\dots ,(n,f(n))}均为{\displaystyle E}中的边，那么我们称其为{\displaystyle G}的一个完美匹配。
对包括二分图在内的任意图{\displaystyle G}，我们定义其邻接矩阵{\displaystyle A_{G}=(a_{ij})_{n\times n}}如下：若{\displaystyle (i,j')\in E} 则 {\displaystyle a_{ij}=1}，否则 {\displaystyle a_{ij}=0}。不难验证，{\displaystyle \operatorname {perm} (A_{G})}的值即是{\displaystyle G}中完美匹配的个数，因为乘积项与双射之间一一对应，而不满足条件的双射所对应的乘积项为零。这样，我们就将积和式的值与二分图完美匹配的个数建立了联系。

### 与图的圈覆盖的关系
设有向图{\displaystyle G=(V,E)}，{\displaystyle V=\{1,2,\dots ,n\}}为结点集，{\displaystyle E}为边集。{\displaystyle G}的一个圈覆盖定义为{\displaystyle G}中一组不相交的圈的集合，且这些圈覆盖了{\displaystyle V}。由于一个置换可以做环状分解，可以看出一个置换与一个可能的圈覆盖是一一对应的。特别地，{\displaystyle G}的邻接矩阵{\displaystyle A_{G}}的积和式即是{\displaystyle G}中圈覆盖的数目。

### 棋
大小為 {\displaystyle n\times n} 的全 1 永久矩陣是大小為 {\displaystyle n\times n} 的棋盤上 {\displaystyle n} 個互不攻擊的車的可能排列數。

## 积和式的计算复杂性
Valient首先证明了积和式的求值问题是#P完全的，即便矩阵各项的值仅能取0或1。也就是说，任何#P复杂性类中的计数问题都能多项式归约到积和式的求值问题。而户田定理（Toda's theorem）告诉我们{\displaystyle {\textsf {PH}}\subseteq {\textsf {P}}^{\#{\textsf {P}}}}，因此假若能在确定性多项式时间内解决积和式求值问题，那么也能在确定性多项式时间内解决一切属于多项式谱系（{\displaystyle {\textsf {PH}}}）的判定问题，进而导致{\displaystyle {\textsf {P}}={\textsf {NP}}={\textsf {PH}}}；计算机科学家普遍相信这是不可能的。可见计算积和式的复杂性远比计算行列式高；后者易用高斯消元等算法在确定性多项式时间内解决。
虽然精确计算积和式很困难，但是的确存在近似计算积和式的高效算法。Jerrum，Sinclair和Vigoda设计出了一种多项式时间内的随机算法，能以任意精度（FPRAS）近似计算非负矩阵的积和式。